# کوچورد
کوچورد (به مجاری:  Kocsord) یک منطقهٔ مسکونی در مجارستان است که در سابولچ-ساتمار-برگ واقع شده‌است. کوچورد ۲۵٫۴۷ کیلومتر مربع مساحت و ۲٬۸۷۸ نفر جمعیت دارد.